# Ramphotrigon
Ramphotrigon – rodzaj ptaków z podrodziny tyranek (Tyranninae) w rodzinie tyrankowatych (Tyrannidae).

## Zasięg występowania
Rodzaj obejmuje gatunki występujące w Ameryce Południowej.

## Morfologia
Długość ciała 11,5–17 cm; masa ciała 13–22,5 g.

## Systematyka

### Etymologia
- Ramphotrigon: gr. ῥαμφος rhamphos „dziób”; τριγωνον trigōnon „trójkąt”, od τρεις treis, τριων triōn „trzy”; γωνια gōnia „kąt”[5].
- Deltarhynchus: gr. δελτα delta delta, litera Δ (D); ῥυγχος rhunkhos „dziób”[6]. Gatunek typowy: Myiarchus flammulatus Lawrence, 1875.

### Podział systematyczny
Do rodzaju należą następujące gatunki:
- Ramphotrigon megacephalum (Swainson, 1835) – głowiak mały
- Ramphotrigon ruficauda (von Spix, 1825) – głowiak rudosterny
- Ramphotrigon flammulatum (Lawrence, 1875 – mimozowiec
- Ramphotrigon fuscicauda Chapman, 1925 – głowiak ciemnosterny